# Larinia teiraensis
Larinia teiraensis is een spinnensoort uit de familie wielwebspinnen (Araneidae).
De wetenschappelijke naam van de soort werd in 2007 gepubliceerd door Bijan Kumar Biswas & Kajal Biswas.